# Trepadeira-rupestre-oriental
A Trepadeira-rupestre-oriental (nome científico: Sitta tephronota) é uma espécie de ave da família das trepadeiras. É nativa desde a Turquia, passando pelo Paquistão, até o Quirguistão e Cazaquistão.